# Plotiště nad Labem
Plotiště nad Labem – część miasta ustawowego Hradec Králové. Znajduje się w północnej części miasta. Mieszka tutaj na stałe około 1800 osób.
W dzielnicy jest przystanek kolejowy Plotiště nad Labem.